# Chesneya afghanica
Chesneya afghanica är en ärtväxtart som beskrevs av Karl Heinz Rechinger och Mogens Engell Köie. Chesneya afghanica ingår i släktet Chesneya och familjen ärtväxter. Inga underarter finns listade i Catalogue of Life.